# Tramvajová doprava ve Vídni
Tramvajová doprava ve Vídni, hlavním městě Rakouska, patří mezi nejrozsáhlejší tramvajové systémy na světě. Jejím provozovatelem je městský dopravní podnik Wiener Linien a celá síť je integrována do tarifu dolnorakouského dopravního systému Verkehrsverbund Ost-Region (VOR). V polovině roku 2022 bylo na síti o délce 176,9 km provozováno 28 denních linek.

## Historie
První koňská tramvaj se ve Vídni rozjela v roce 1865. Provoz parní tramvaje byl zahájen roku 1883, elektrické v roce 1897. Poslední úsek koňky byl zrušen v roce 1903, parní tramvaje jezdily ve Vídni až do roku 1922. Původní levostranný provoz byl ukončen 12. března 1938, kdy došlo k připojení Rakouska k nacistickému Německu. Během druhé světové války zažila tramvajová doprava největší nápor cestujících – v roce 1943 bylo přepraveno téměř 732 miliónů cestujících, dalších 18 000 lidí pak tramvajová doprava zaměstnávala. Ke konci války došlo také k přestavbě sítě z původního rozchodu 1440 mm na standardních 1435 mm. Během bojů v roce 1945 byl provoz tramvají přerušen. Po skončení války započalo postupné obnovování provozu, avšak některé úseky se návratu tramvají již nedočkaly. Z původního předválečného počtu 3665 vozů bylo 587 zničeno a 1536 poškozeno.
Stejně jako v jiných velkých městech se i ve Vídni v 50. a 60. letech 20. století objevily názory, že tramvaje zabírají v ulicích příliš mnoho místa a brání tak rozvoji osobní automobilové dopravy. Například trasy bývalé parní tramvaje do Mödlingu a Groß-Enzersdorfu byly nahrazeny autobusovou dopravou. K úplnému zrušení tramvajové dopravy nicméně nedošlo, neboť si město uvědomilo, že je zcela nepostradatelná.
Ještě před rozhodnutím o výstavbě metra byl v roce 1966 zahájen provoz tří linek podpovrchové tramvaje s názvem Zweierlinie. Tunel o délce 1,8 km se čtyřmi stanicemi obsluhovaly linky E2, G2 a H2. Na obou koncích tunelu byly rampy, pomocí kterých tramvaje vyjely na povrch a dále pokračovaly po klasických tratích. V roce 1980 byl tento úsek přestavěn na první část linky metra U2 (úsek Rathaus – Museumsquartier).
Také v oblasti Südgürtel, která je dodnes silně zatížena automobilovou dopravou, byla v roce 1969 otevřena podpovrchová trať se šesti stanicemi. Na rozdíl od Zweierlinie zde byly vybudovány také dvě podpovrchové křižovatky, které umožňují větvení linek již v podzemí. Délka podpovrchového úseku je 3,4 km a využívají jej čtyři tramvajové linky (1, 6, 18, 62) i příměstská linka WLB.
S postupující výstavbou metra dochází k dalším rozsáhlým změnám v tramvajové síti. Paralelní tramvajové tratě jsou rušeny, respektive nahrazovány metrem. Nové tratě vznikají jako doplněk metra, jako například tangenciální trasa linky 26 v úseku Kagraner Platz – Hausfeldstraße. Otevření nového hlavního nádraží si vyžádalo prodloužení linky D z Quartier Belvedere (dříve Südbahnhof) na novou konečnou Absberggasse.

## Vozový park
Městský dopravní podnik Wiener Linien provozoval v roce 2022 celkem čtyři typy motorových a dva typy vlečných vozů. Dva nejstarší, s označením E1 a E2, vyráběly v letech 1959 až 1990 vídeňské firmy Simmering-Graz-Pauker (SGP) a Lohner. Jde o šestinápravové dvoučlánkové vozy, které se většinou používají v soupravách s vlečnými vozy typů c4 a c5. Vozy jsou velmi podobné německým tramvajím Duewag GT6.
V letech 1994 až 2017 bylo do Vídně dodáno celkem 332 plně nízkopodlažních tramvají ULF (Ultra Low Floor). Vozy byly dodávány ve dvou variantách, kratší tříčlánkové měří 24 metrů a delší pětičlánkové 35 metrů. První série tramvají ULF byly vybaveny hydraulickým systémem, který umožňoval měnit výšku vozidla (nástupní hrany) v závislosti na roční době. Standardní výška nástupní hrany činila pouhých 197 mm nad temenem kolejnice (TK), což z ULF učinilo tramvaj s nejnižší podlahou na světě. Během zimních měsíců jezdily vozy se zvýšenou nástupní hranou ve výšce 240 mm nad TK. Kvůli četným problémům byl tento systém postupně demontován a vozy nastaveny na jednotnou výšku podlahy 225 mm nad TK.
Nejnovější generací vídeňských tramvají jsou pětičlánkové vozy Alstom Flexity Wien dodávané od roku 2017. Do roku 2026 bude dodáno celkem 119 tramvají s možností využití opce na dalších 37 vozů.

## Linkové vedení
| Linka | Trasa | Délka linky | Jízdní doba | Cestovní rychlost | Vozovna                               |
| ----- | --- | ----------- | ----------- | ----------------- | ------------------------------------- |
| D     | Absberggasse – Hauptbahnhof Ost – Oper, Karlsplatz – Schottentor – Franz-Josefs-Bahnhof – Nußdorf, Beethovengang            | 11,74 km    | 48 min      | 14,68 km/h        | Simmering, Gürtel, Favoriten          |
| O     | Raxstraße, Rudolfshügelgasse – Hauptbahnhof – Rennweg – Landstraße – Praterstern – Bruno-Marek-Allee                        | 9,11 km     | 36 min      | 15,18 km/h        | Favoriten, Brigittenau                |
| 1     | Stefan-Fadinger-Platz – Matzleinsdorfer Platz – Oper, Karlsplatz – Schottentor – Schwedenplatz – Prater, Hauptallee         | 10,52 km    | 44 min      | 14,35 km/h        | Favoriten, Gürtel, Brigittenau        |
| 2     | Friedrich-Engels-Platz – Dresdner Straße – Traisengasse – Schwedenplatz – Oper, Karlsplatz – Josefstädter Straße – Dornbach | 12,83 km    | 52 min      | 14,80 km/h        | Brigittenau, Hernals, Kagran          |
| 5     | Praterstern – Friedensbrücke – Franz-Josefs-Bahnhof – Westbahnhof                                                           | 7,87 km     | 33 min      | 14,31 km/h        | Brigittenau, Rudolfsheim, Floridsdorf |
| 6     | Burggasse-Stadthalle – Westbahnhof – Margaretengürtel – Matzleinsdorfer Platz – Reumannplatz – Geiereckstraße               | 7,39 km     | 30 min      | 14,78 km/h        | Favoriten                             |
| 9     | Gersthof, Wallrißstraße – Gersthof – Elterleinplatz – Schweglerstraße – Westbahnhof                                         | 6,18 km     | 29 min      | 12,79 km/h        | Hernals, Rudolfsheim                  |
| 10    | Dornbach – Kendlerstraße – Hütteldorfer Straße – Hietzing – Unter St. Veit, Hummelgasse                                     | 7,84 km     | 30 min      | 15,68 km/h        | Ottakring, Speising, Rudolfsheim      |
| 11    | Kaiserebersdorf – Zentralfriedhof – Simmering – Enkplatz – Geiselbergstraße – Reumannplatz – Otto-Probst-Platz              | 13,22 km    | 46 min      | 17,24 km/h        | Favoriten, Simmering                  |
| 18    | Burggasse-Stadthalle – Westbahnhof – Margaretengürtel – Matzleinsdorfer Platz – Hauptbahnhof – Schlachthausgasse            | 8,07 km     | 32 min      | 15,13 km/h        | Rudolfsheim, Favoriten                |
| 25    | Aspern, Oberdorfstraße – Donauspital – Erzherzog-Karl-Straße – Kagran – Floridsdorf                                         | 9,42 km     | 31 min      | 18,23 km/h        | Kagran, Floridsdorf                   |
| 26    | Hausfeldstraße – Kagraner Platz – Floridsdorf – Strebersdorf, Edmund-Hawranek-Platz                                         | 11,88 km    | 36 min      | 19,8 km/h         | Kagran, Floridsdorf                   |
| 30    | Floridsdorf – Brünner Straße – Großjedlersdorf – Stammersdorf                                                               | 5,27 km     | 16 min      | 19,76 km/h        | Brigittenau, Floridsdorf              |
| 31    | Schottenring – Jägerstraße – Friedrich-Engels-Platz – Floridsdorf – Brünner Straße – Großjedlersdorf – Stammersdorf         | 11,21 km    | 36 min      | 18,68 km/h        | Floridsdorf, Brigittenau              |
| 33    | Josefstädter Straße – Franz-Josefs-Bahnhof – Friedensbrücke – Jägerstraße – Friedrich-Engels-Platz                          | 5,86 km     | 25 min      | 14,06 km/h        | Brigittenau, Floridsdorf              |
| 37    | Schottentor – Nußdorfer Straße – Hohe Warte                                                                                 | 4,78 km     | 21 min      | 13,66 km/h        | Gürtel                                |
| 38    | Schottentor – Nußdorfer Straße – Oberdöbling – Grinzing                                                                     | 5,33 km     | 21 min      | 15,23 km/h        | Gürtel                                |
| 40    | Schottentor – Währinger Straße – Gersthof – Gersthof, Herbeckstraße                                                         | 4,43 km     | 20 min      | 13,29 km/h        | Gürtel, Hernals                       |
| 41    | Schottentor – Währinger Straße – Gersthof – Pötzleinsdorf                                                                   | 5,12 km     | 21 min      | 14,63 km/h        | Gürtel, Hernals                       |
| 42    | Schottentor – Währinger Straße – Michelbeuern – Antonigasse                                                                 | 3,38 km     | 14 min      | 14,49 km/h        | Gürtel, Hernals                       |
| 43    | Schottentor – Alser Straße – Hernals – Neuwaldegg                                                                           | 5,99 km     | 23 min      | 15,63 km/h        | Hernals                               |
| 44    | Schottentor – Hernalser Gürtel – Ottakring – Ottakring, Maroltingergasse                                                    | 4,39 km     | 18 min      | 14,63 km/h        | Ottakring                             |
| 46    | Ring, Volkstheater – Thaliastraße – Ottakring – Joachimsthalerplatz                                                         | 4,80 km     | 20 min      | 14,4 km/h         | Ottakring, Rudolfsheim                |
| 49    | Ring, Volkstheater – Urban-Loritz-Platz – Hütteldorfer Straße – Breitensee – Baumgarten – Hütteldorf, Bujattigasse          | 8,54 km     | 34 min      | 15,07 km/h        | Rudolfsheim, Ottakring, Speising      |
| 52    | Westbahnhof – Linzer Straße – Baumgarten                                                                                    | 5,78 km     | 22 min      | 15,76 km/h        | Rudolfsheim, Speising                 |
| 60    | Westbahnhof – Hietzing – Preyergasse – Speising, Hermesstraße – Maurer Hauptplatz – Rodaun                                  | 11,10 km    | 37 min      | 18 km/h           | Speising, Rudolfsheim                 |
| 62    | Oper, Karlsplatz – Matzleinsdorfer Platz – Meidling – Hetzendorf – Speising, Hermesstraße – Lainz, Wolkersbergenstraße      | 10,99 km    | 39 min      | 16,91 km/h        | Speising                              |
| 71    | Börse – Schottentor – Oper, Karlsplatz – Rennweg – Enkplatz – Simmering – Zentralfriedhof – Kaiserebersdorf, Zinnergasse    | 12,93 km    | 44 min      | 17,63 km/h        | Simmering                             |

## Zajímavosti

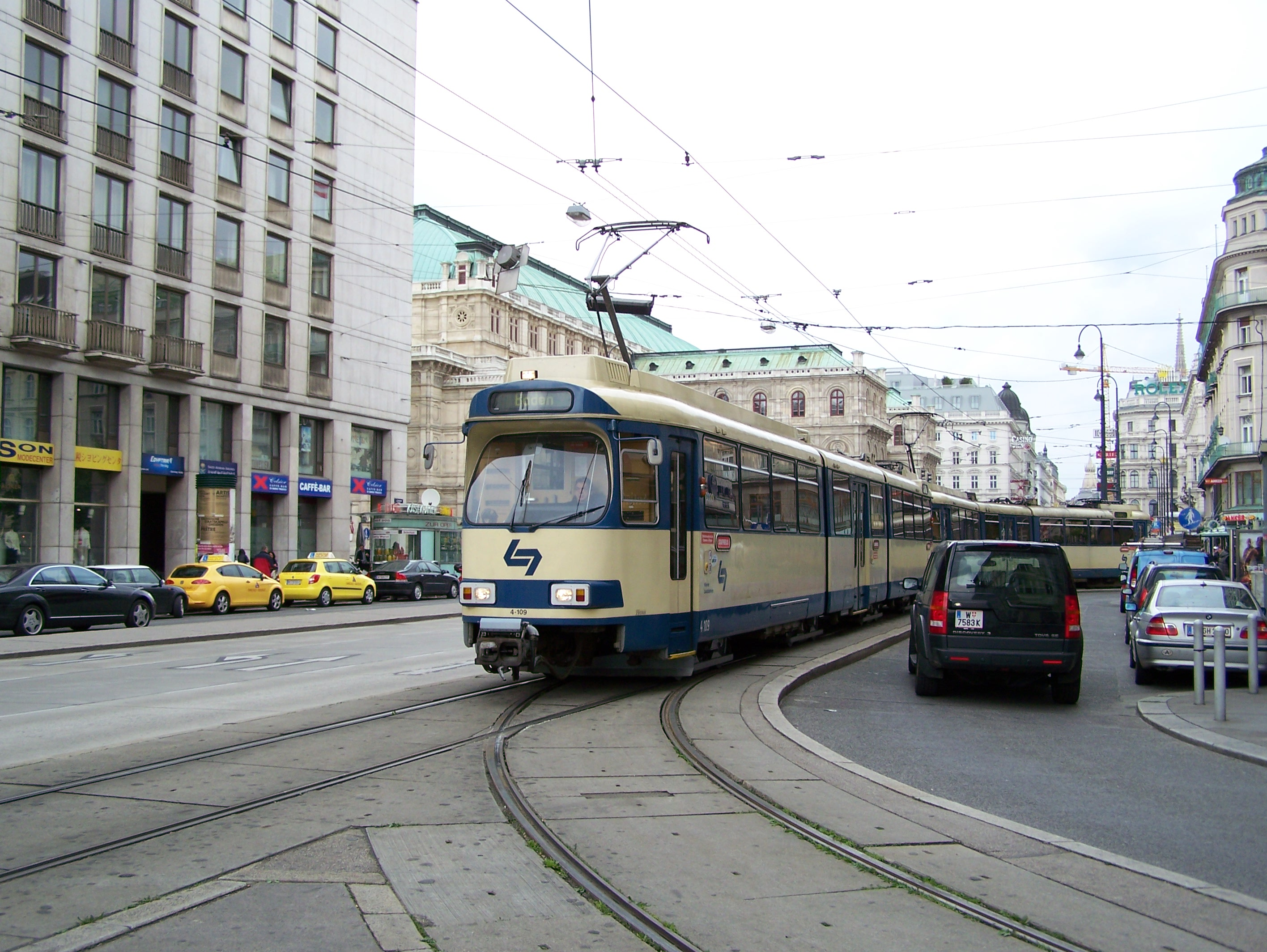
Souprava vozů WLB 100 vyjíždí z konečné u Opery

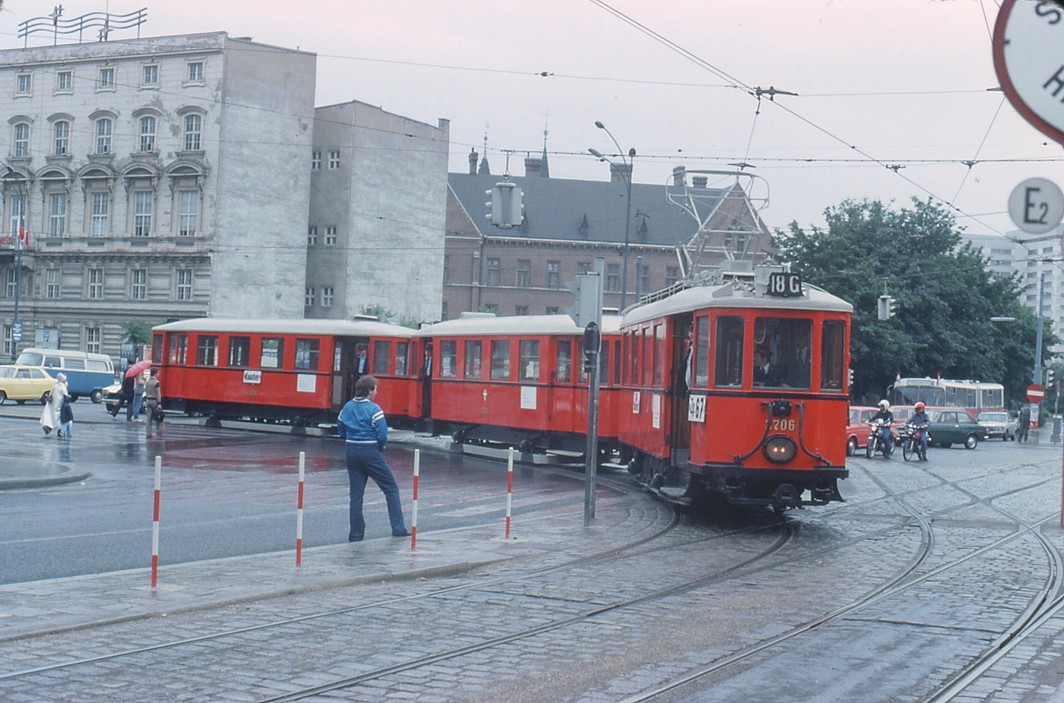
Historická souprava linky 18G u Schwarzenbergplatz v roce 1978

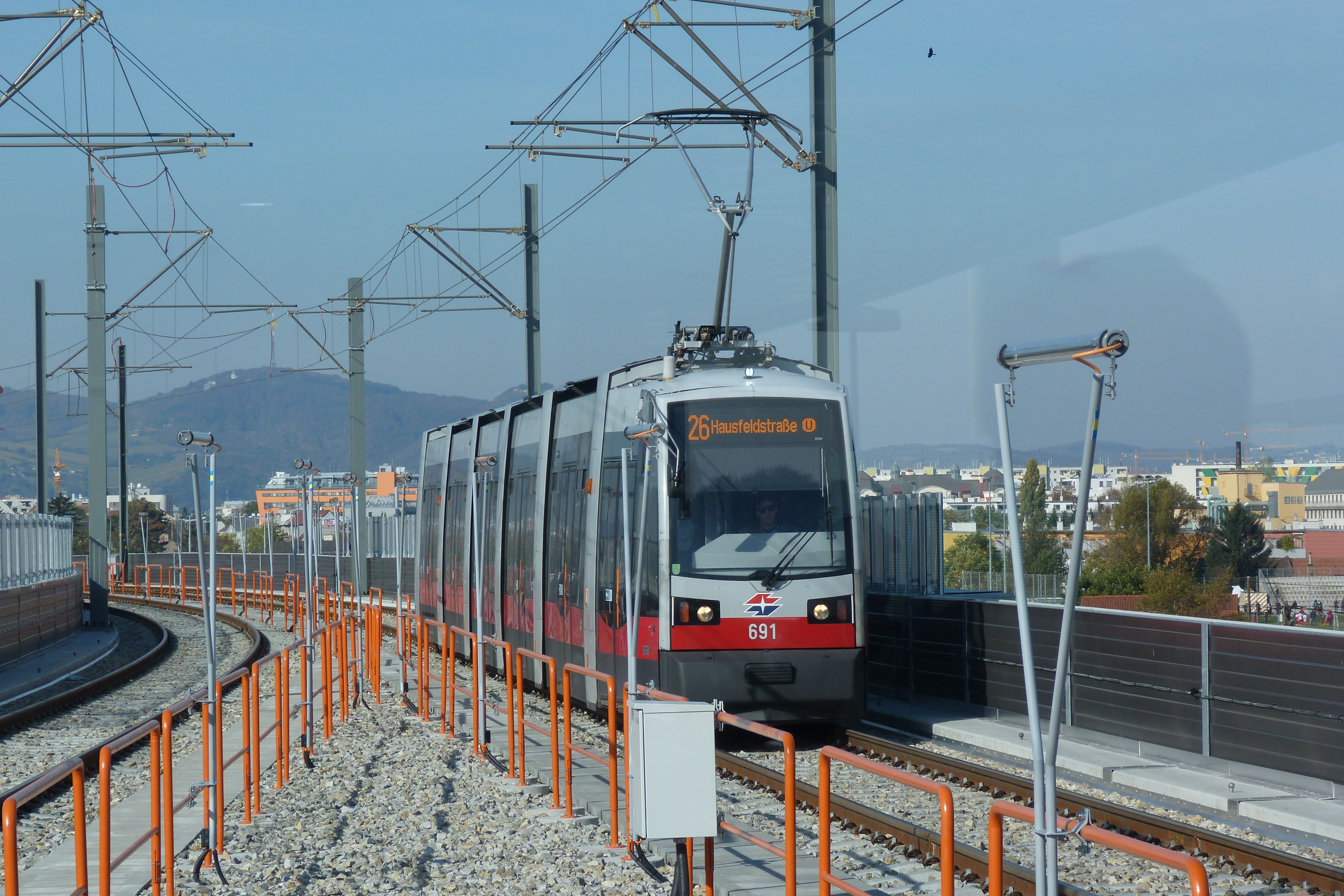
ULF B na úseku s levostranným provozem u Gewerbepark Stadlau

### Badner Bahn
Mezi konečnou Oper, Karlsplatz v centru města a zastávkou Schedifkaplatz ve 12. vídeňském okresu Meidling jezdí souběžně linkou 62 také spoje vlakotramvajové linky WLB. Tato linka již od roku 1899 spojuje Vídeň s lázeňským městem Baden, které leží 29 kilometrů jižně od rakouské metropole. Za zastávkou Schedifkaplatz se nachází kolejové propojení s 27,2 km dlouhou místní dráhou Vídeň–Baden, kterou linka WLB po opuštění vídeňské tramvajové sítě pro svou cestu do Badenu využívá.

### Linka 18G
V letech 1925 až 1945 spojovala dnes již neexistující vídeňské Ostbahnhof (na jeho místě se nachází současné Wien Hauptbahnhof) s nádražím Heiligenstadt ve stejnojmenné čtvrti linka 18G. Zvláštností linky bylo, v úseku Ostbahnhof – Gumpendorfer Straße využívala klasickou tramvajovou trať, zatímco mezi Gumpendorfer Straße a druhou konečnou Heiligenstadt jezdila po trase Gürtellinie, která byla součástí tehdejší vídeňské městské dráhy, přímého předchůdce dnešního vídeňského metra. Během bojů na konci druhé světové války byla těžce poškozena trať městské dráhy do Heiligenstadtu, což způsobilo zastavení provozu linky 18G. Trať byla obnovena až v roce 1954, avšak nově provozované vozy typů N1 a n2 již nebyly přizpůsobeny pro provoz na tramvajové síti.

### Smyčka Schottentor
V roce 1961 byla kvůli velkému vytížení původního obratiště vybudována dvoupodlažní smyčka Schottentor. Ta umožnila rozdělit provoz do dvou úrovní: Linky přijíždějící po Währinger Straße (37, 38, 40, 41 a 42) využívají podpovrchovou smyčku, zatímco linky 43 a 44 přijíždějící po Universitätsstraße se obrací na povrchu. Během výstavby se počítalo s budoucím prodloužením podpovrchového úseku dále do centra města, ale přednost nakonec dostala výstavba klasického metra. Od roku 1980 je smyčka propojena se stejnojmennou stanicí metra na lince U2.

### Linka 64
Dopravní obslužnost nového sídliště Alterlaa a čtvrti Siebenhirten zajišťovala od roku 1979 částečně rychlodrážní tramvajová linka 64. Na severní části trasy od Westbahnhof k zastávce Schedifkaplatz poblíž nádraží Wien Meidling využívala klasickou tramvajovou trať, dále na jih do Siebenhirten pokračovala po nově vybudované rychlodráze. Vzhledem k postupující výstavbě metra byla již v roce 1989 severní část linky 64 mezi stanicemi Westbahnhof a Meidling zrušena, respektive nahrazena nově prodlouženou linkou U6. Jižní část měla původně zůstat tramvajová, avšak již na začátku 90. let bylo rozhodnuto o přestavbě, která probíhala za provozu. Linka 64 tak naposledy vyjela 8. dubna 1995 a přesně o týden později začaly do Siebenhirten jezdit soupravy metra linky U6.

### Estakáda v Donaustadtu
Dne 5. října 2013 byla, při příležitosti zahájení provozu na novém úseku linky metra U2 Aspernstraße – Seestadt, do provozu uvedena také nová tangenciální tramvajová trať mezi stanicemi Kagraner Platz (U1) a Hausfeldstraße (U2). Součástí této 4,7 kilometru dlouhé trati je estakáda přes železniční trať Laaer Ostbahn a rychlostní silnici S2. Na estakádě byla vybudována stanice Gewerbepark Stadlau s ostrovním nástupištěm, což si vyžádalo zavedení levostranného provozu mezi zastávkami Forstnergasse a Süßenbrunner Straße, Oberfeldgasse.

## Galerie

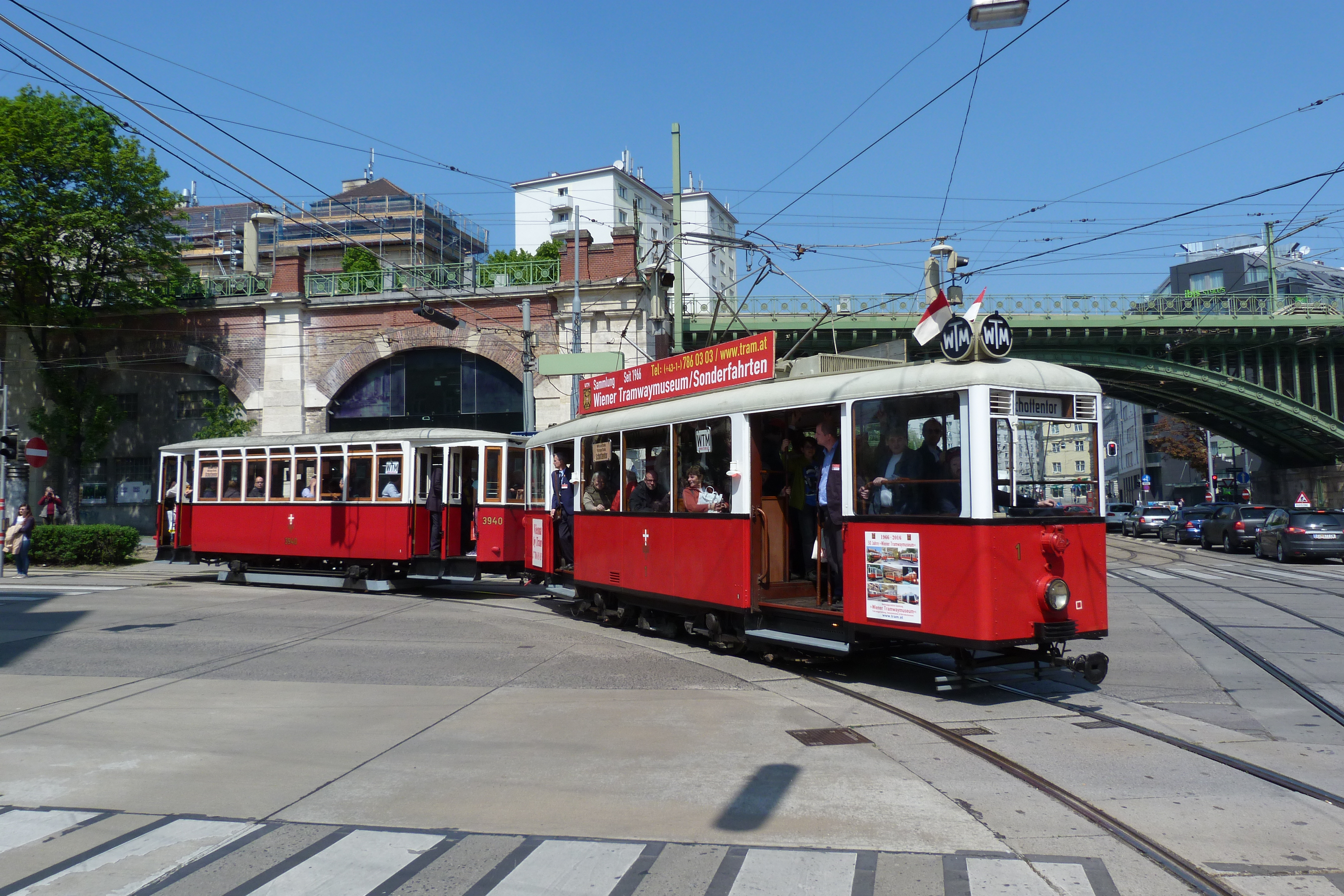
Historický vůz typu A z roku 1944 s vlečným vozem k5
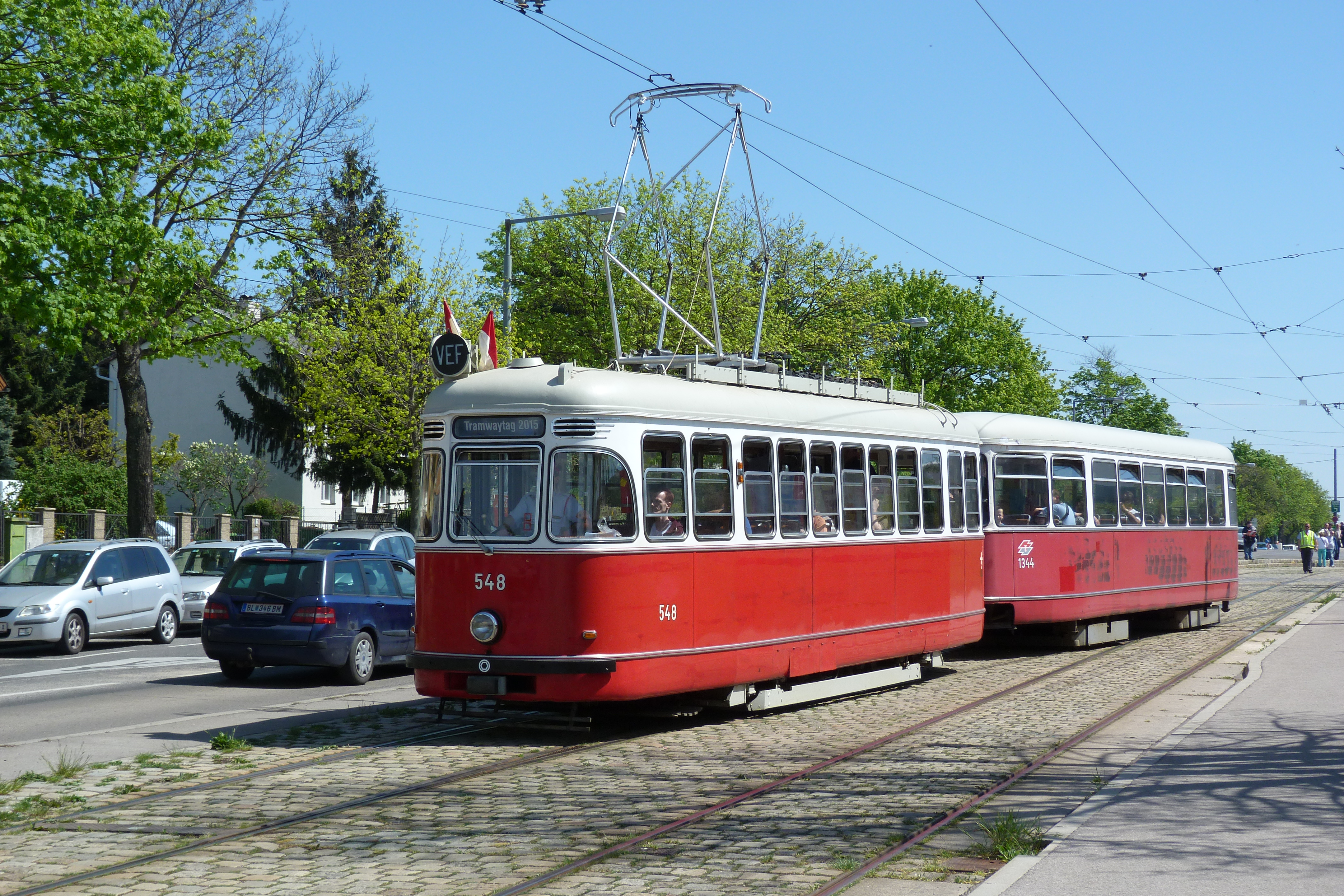
Historická souprava L4+c4 poblíž Ústředních dílen
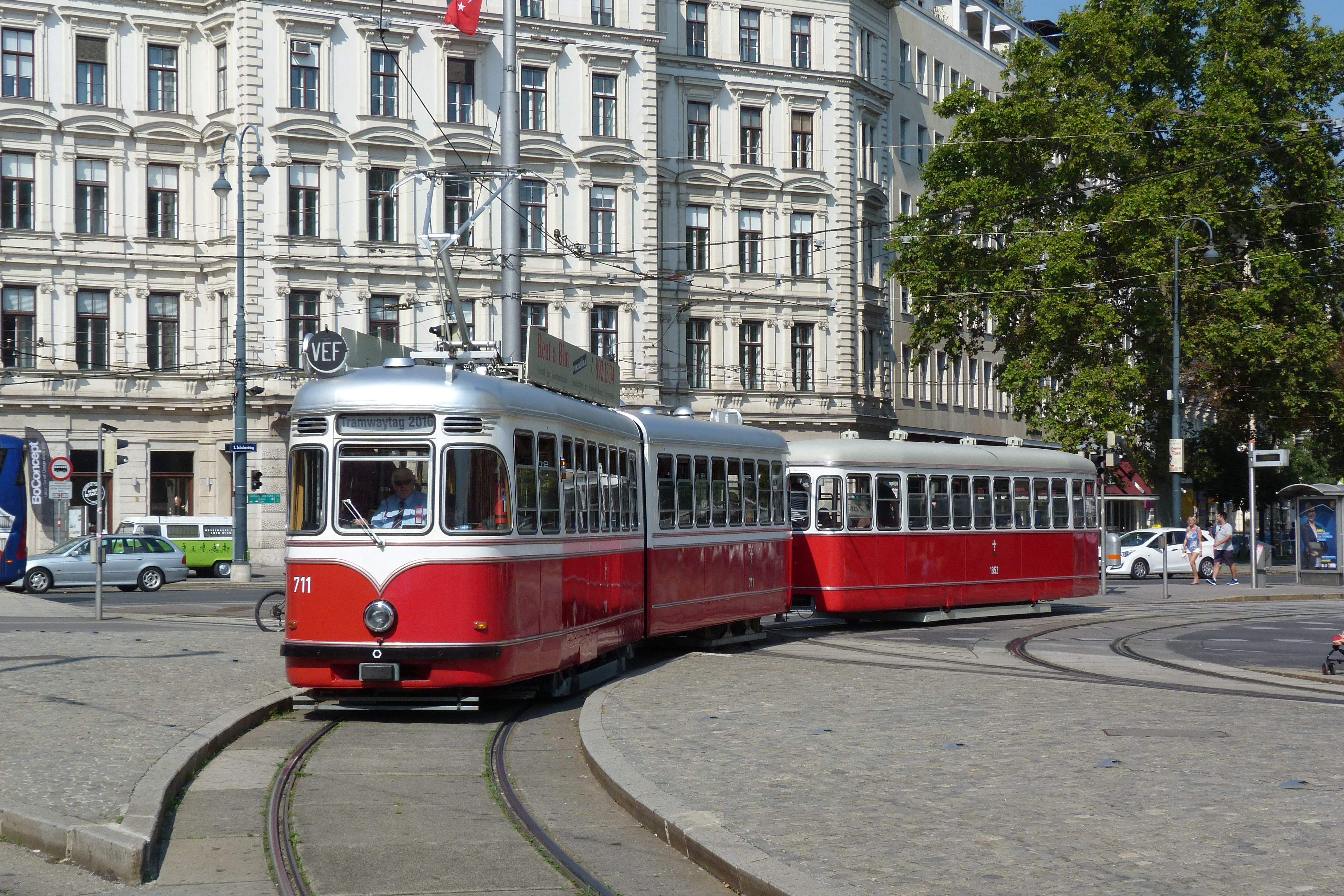
Historický článkový vůz F s vlekem c3
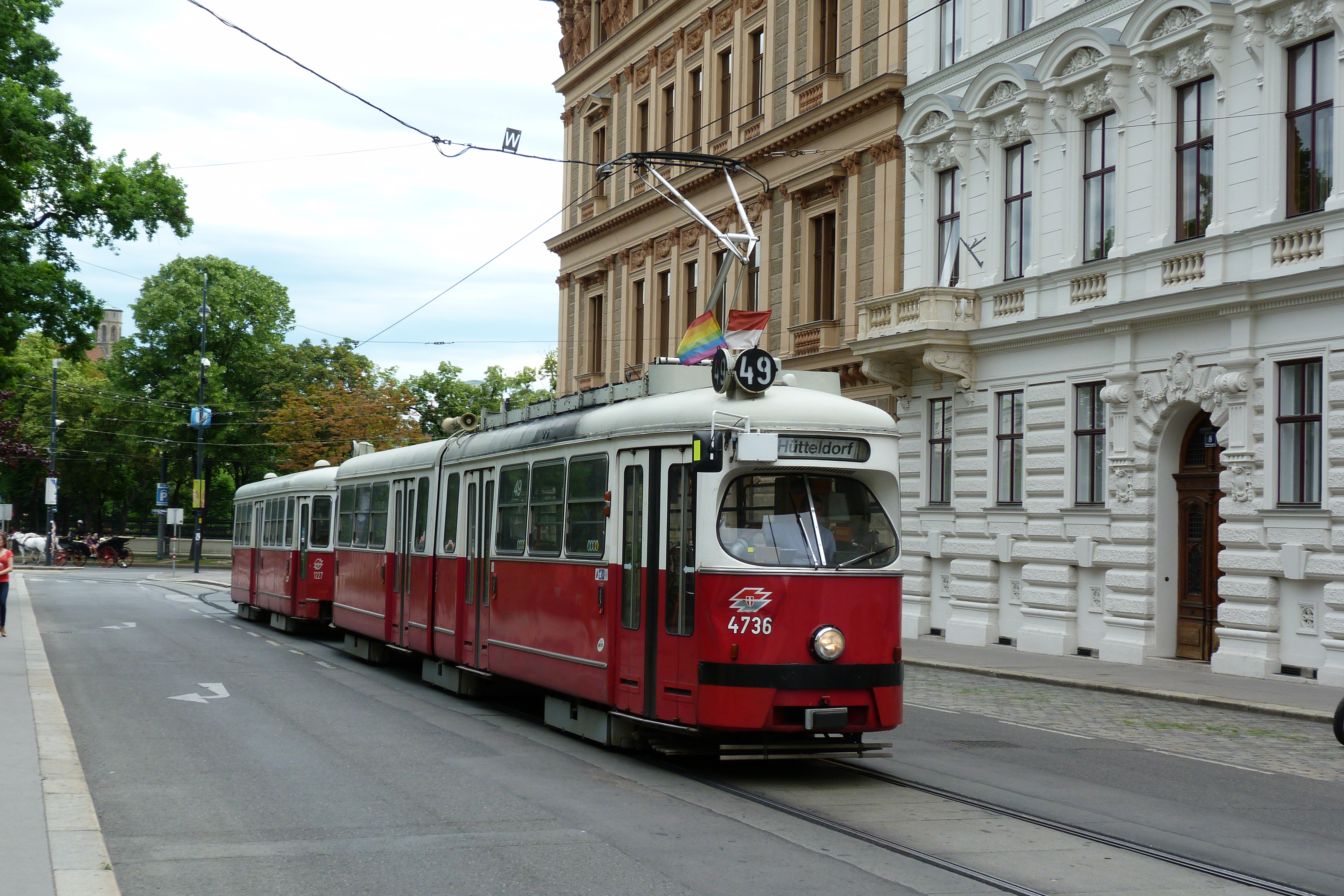
Souprava E1+c3 vyjíždí z konečné Ring, Volkstheater
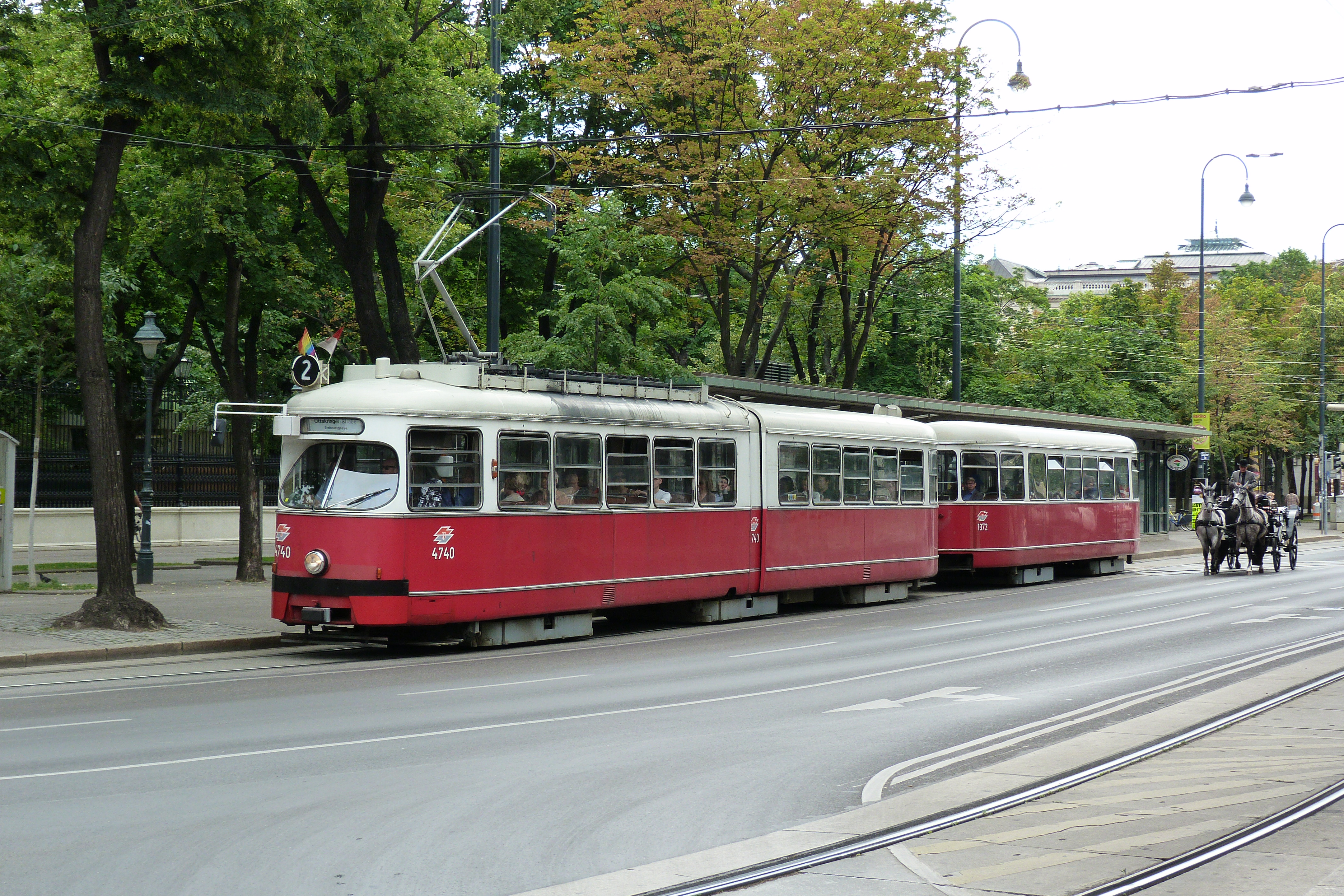
Souprava E1+c4 na Ringstraße
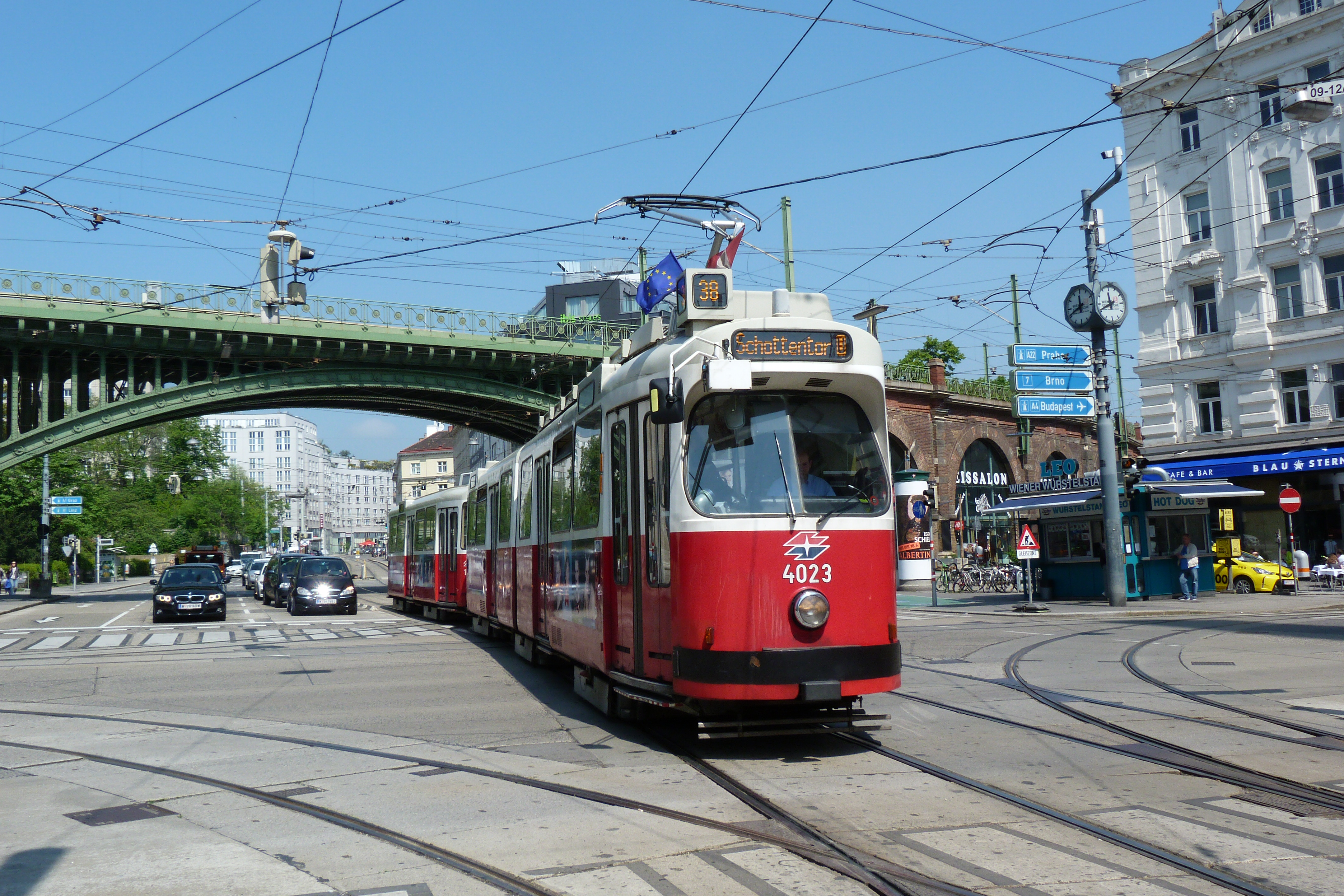
Souprava E2+c5 podjíždí historický viadukt linky metra U6
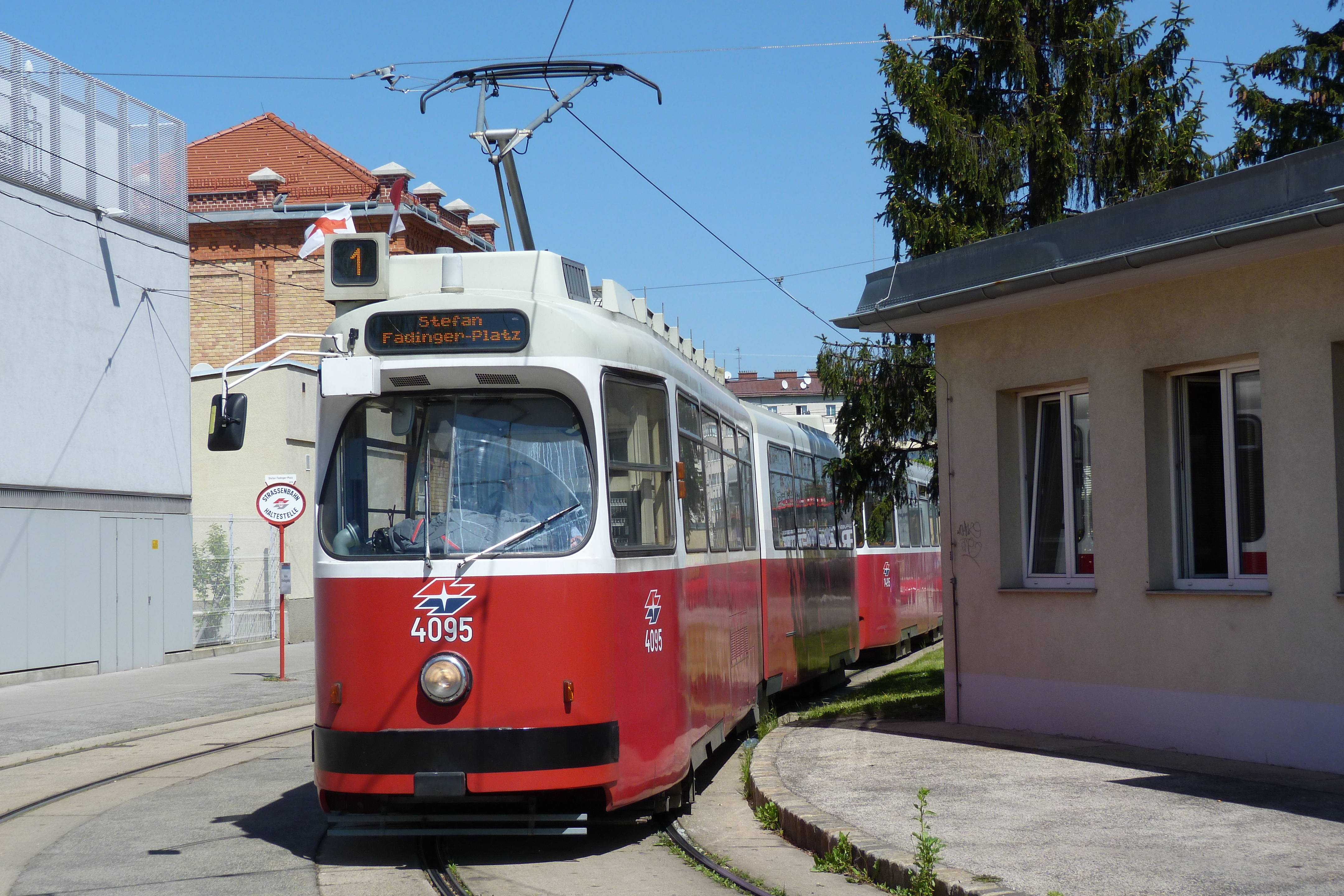
Konečná Stefan-Fadinger-Platz a souprava E2+c5
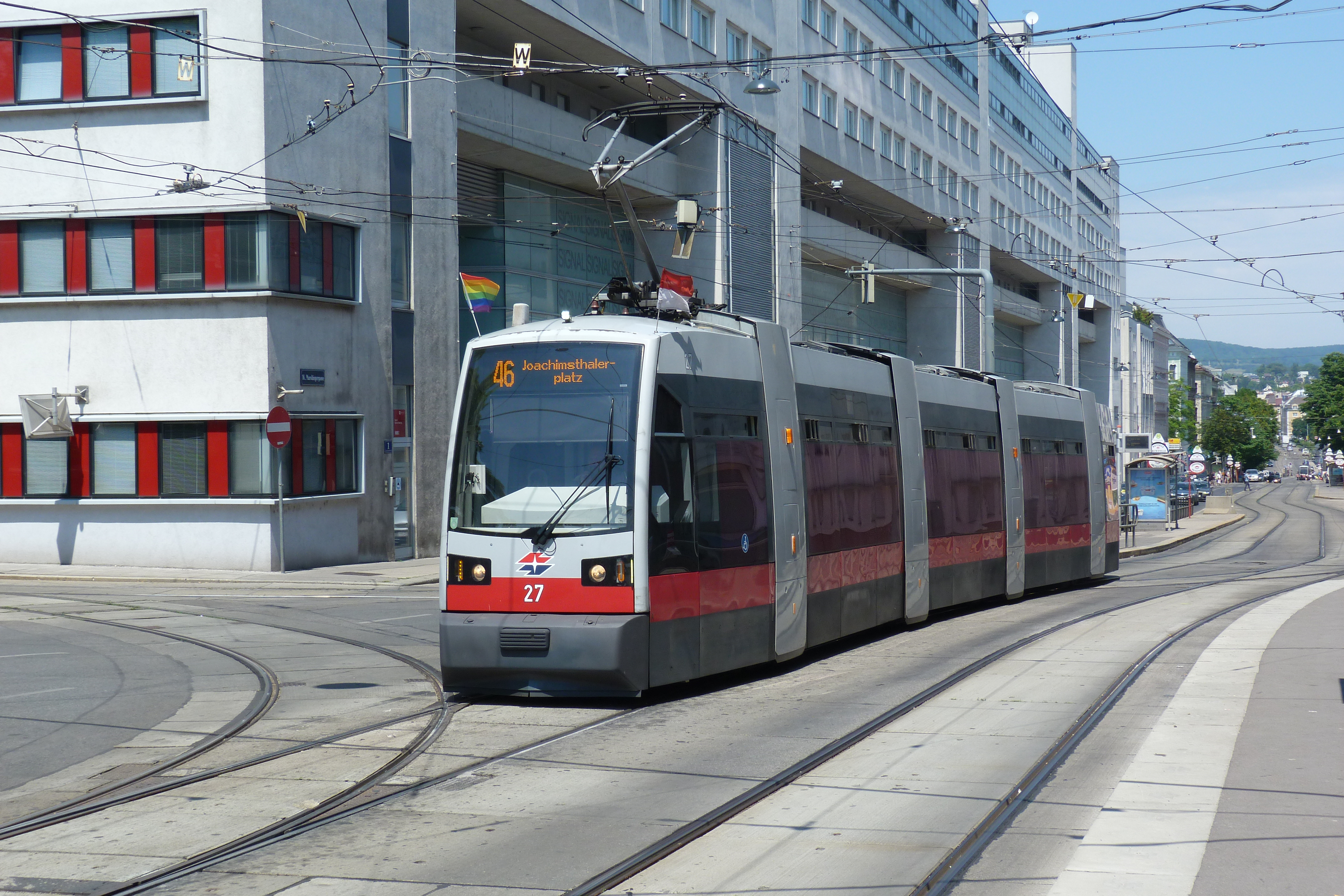
Tříčlánková ULF A přijíždí na konečnou Joachimsthalerplatz
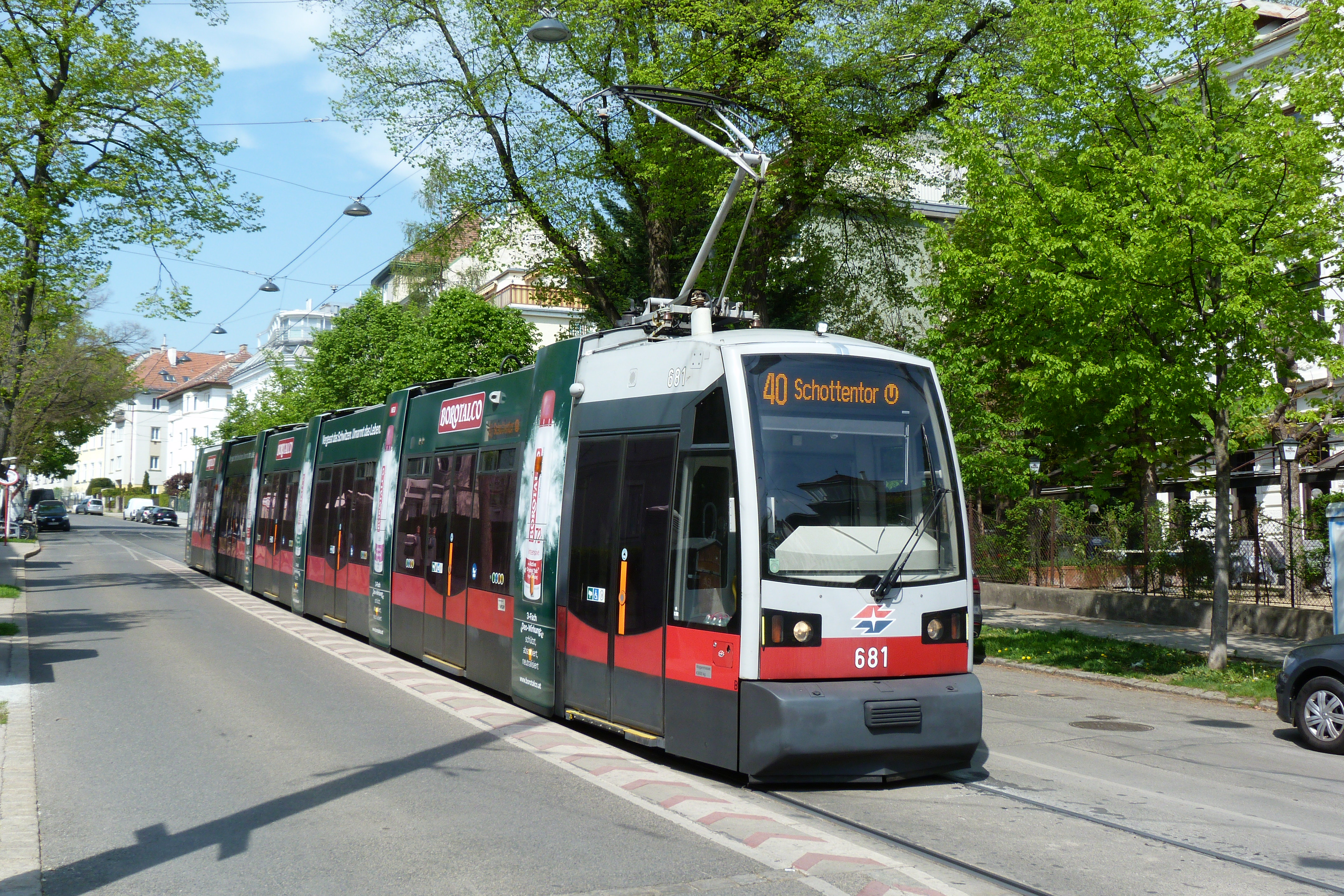
Pětičlánková ULF B ve čtvrti Gersthof
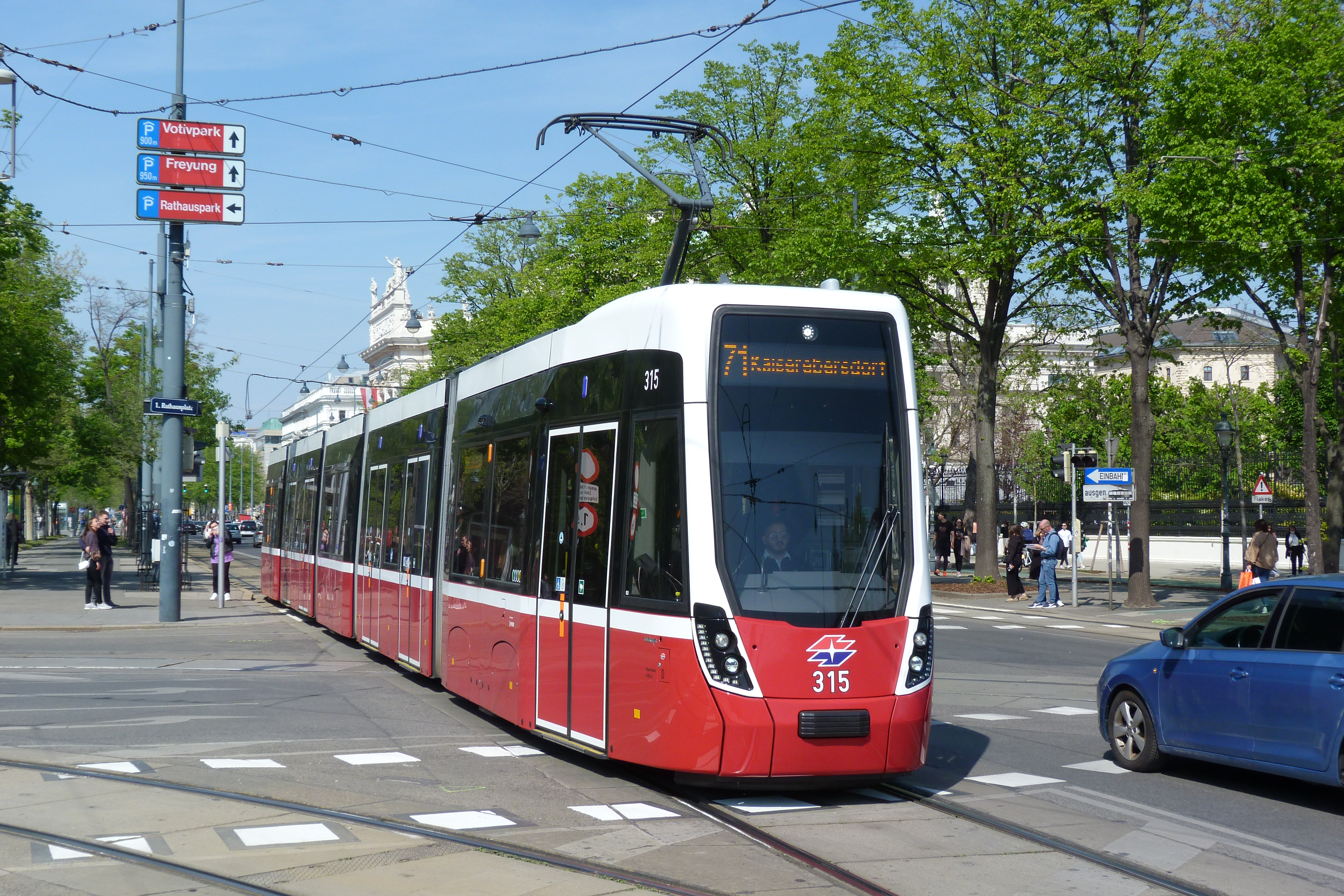
Alstom Flexity přijíždí k Parlamentu